# Sasa cernua
Sasa cernua är en gräsart som beskrevs av Tomitaro Makino. Sasa cernua ingår i släktet sasabambu, och familjen gräs. Inga underarter finns listade i Catalogue of Life.